# Siwalik
Les muntanyes Siwalik (Siwalik Hills, Siwalik = 'Pertanyents a Siva', el nom apareix escrit també com Sivalik, Shiwalik i Shivalik) són una serralada del nord de l'Índia paral·lela a les muntanyes de l'Himàlaia durant més de 300 km, entre el riu Beas i el Ganges; una formació similar a l'est del Ganges separa les valls de Path, Patkot i Kotah de la branca exteriors de les muntanyes Himàlaia i encara segueixen més a l'est a Nepal. A Uttarakhand les muntanyes Siwalik van entre el Jumna i el Ganges mentre a Himachal Pradesh i el Panjab van entre els districtes de Sirmoor, Ambala i Horshiapur, arribant fins a Jammu i Caixmir. L'altura màxima no arriba als 1.100 msnm. L'amplada mitjana de les muntanyes és d'uns 15 km.